# Tinatin Assatiani
Tinatin Assatiani (georgisch თინათინ ლევანის ასული ასათიანი Tinatin Levanis asuli Asatiani, armenisch Թինաթին Լևանի Ասաթիանի Tinatin Lewani Asatiani, russisch Тина Левановна Асатиани Tina Lewanowna Assatiani; * 12. März 1918 in Tiflis; † 20. Juli 2011 in Jerewan, Armenien) war eine georgisch-sowjetische Physikerin und Hochschullehrerin. Sie war Expertin für kosmische Strahlung sowie Hochenergiephysik und wurde 1991 in die Armenische Nationale Akademie der Wissenschaften aufgenommen.

## Leben
Assatiani machte 1940 ihren Abschluss in Physik an der Staatlichen Universität Tiflis. Sie untersuchte 1942 mit Artem Alichanjan kosmische Strahlung in der Beobachtungsstation auf dem Berg Aragaz und arbeitete seit 1943 als Laborleiterin am Physikalischen Institut Jerewan (YerPhI). Wiederum mit Alichanjan war sie am Elektronensynchrotron ARUS tätig. Assatiani wurde 1968 Professorin für Hochenergiephysik an der Staatlichen Universität Jerewan. Drei Jahre später wurde sie zur Doktorin der Physik und Mathematik promoviert und erhielt 1974 eine ordentliche Professur. Sie veröffentlichte mehr als 200 Artikel in internationalen Fachzeitschriften.

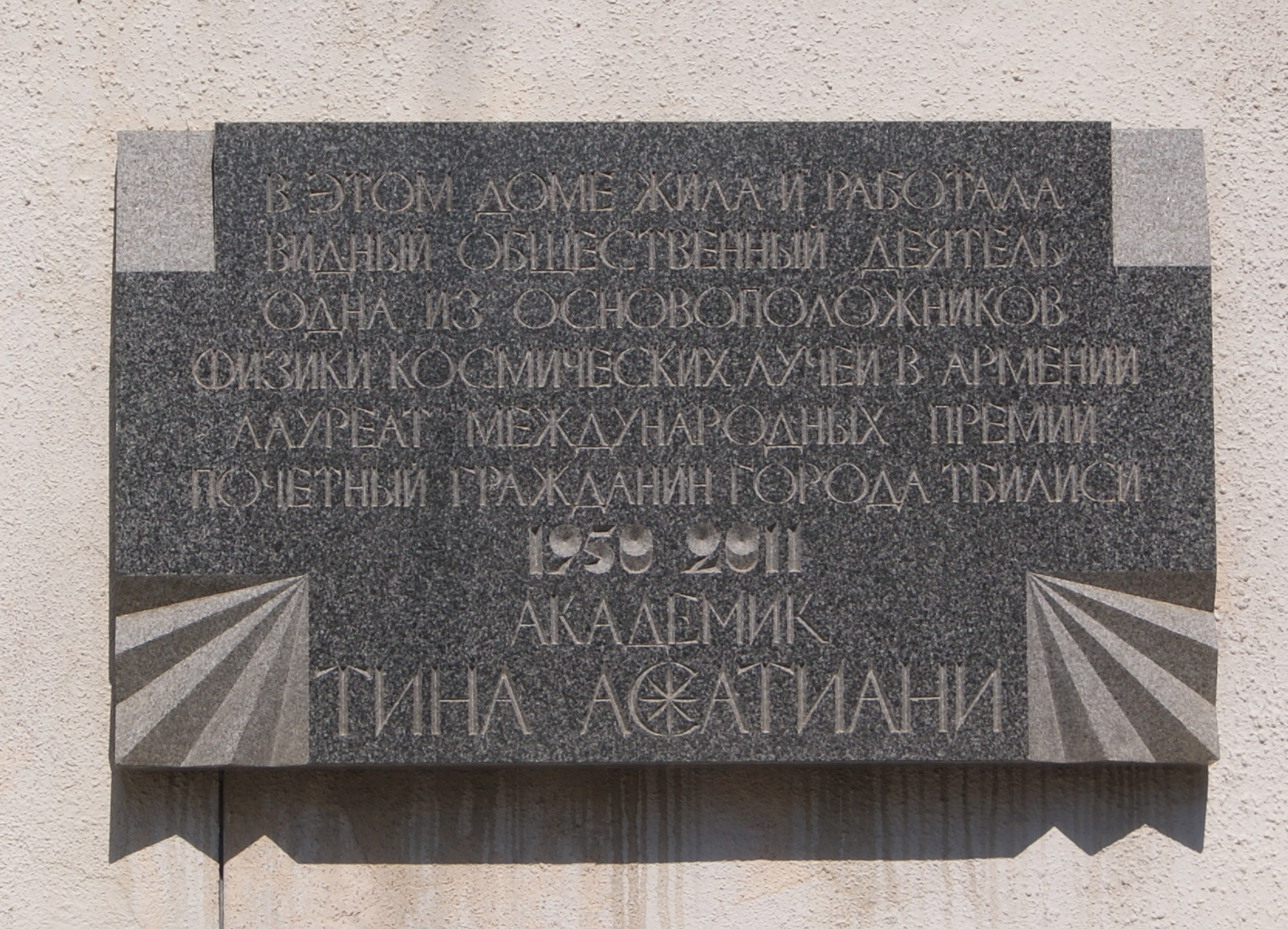
Gedenktafel für Tinatin Assatiani in Jerewan

Die Armenische Nationale Akademie der Wissenschaften ernannte Tinatin Assatiani 1991 zum korrespondierenden Mitglied und 1996 zum ordentlichen Mitglied.
Assatiani heiratete den Physiker und Hochschullehrer Arschaluis Tigranowitsch Dadajan. Das Paar hatte zwei Töchter.

## Auszeichnungen (Auswahl)
Für ihre Entwicklungen im Bereich der Funkenkammern und Teilchendetektoren wurde Assatiani 1970 gemeinsam mit Artem Alichanjan mit dem Lenin-Orden ausgezeichnet.